# Llac Medvejie
El Llac Medvejie és un llac llarg, estret i alimentat per les aigües del desglaç del l'illa Baranof al sud a prop de Sitka, Alaska a l'Alaskan Panhandle, que vessa les seves aigües a la Silver Bay, 8 km al sud-est de Sitka, a la costa oest de l'illa, a l'Arxipèlag Alexander.

## Etimologia
Medvejie deriva de la paraula russa que significa "ós". Molt probablement el nom del llac és un vestigi de l'època de la colonització russa d'Alaska i de la zona de Sitka.
Conegut també com:
- Bear Lake
- Medvejia Lake

## Geografia
El Llac Medvejie i la Vall del Llac Medvejie són uns enclavaments entre els gegants Bear Mountain i Cupola Peak a 73 metres sobre el nivell del mar. Només hi ha una petita franja de massa forestal entre les muntanyes i les ribes del llac a causa del fort pendent de la topografia del voltant. D'aquesta manera, la geografia de la zona forma un túnel estret natural per on bufa el vent provocant ensorraments que són habituals a la vall. A l'hivern, amb aigua, o sense, movent-se en el llac perquè totes les precipitacions són en forma de neu al nivell de l'aigua, el llac normalment es congela i lentament s'encongeix deixant fragments de gel que queden escampats per l'antic fons de llac actualment a la superfície. El torrent de la sortida del llac buida les seves aigües a la Bear Cove, Silver Bay, i l'oceà Pacífic.

## Temperatures
La temperatura a la Vall del Llac Medvejie Lake, en part perquè la llum del sol es veu bloquejada pels pics que l'envolten (i també a l'aire fred que bufa a la conca de la vall que prové de la neu de les muntanyes i els camps de gel propers), és aproximadament cinc graus més baixa que la temperatura de Sitka o de la piscifactoria de Medvejie.

## Activitats a l'aire lliure
El Llac Medvejie és la porta recreativa d'entrada a destinacions interiors com el Peak 5390 i el Llac Indigo. El llac és també el començament o (l'acabament) d'un segment del Baranof Cross-Island Trail.
Existeixen dues formes de passar pel llac i pujar a la vall: un camí de caçadors gairebé abandonat i rocós per la riba nord del llac, i un conjunt de canoes comunitàries i rems que es troben a la sortida del llac.
Els treballadors de la piscifactoria i la ciutat de Sitka col·laboren per mantenir en bon estat el camí que va des de Bear Cove a la sortida del llac.